# Philippe Carpentier
 (octobre 2020).
- Si vous ne connaissez pas le sujet, laissez ce bandeau (vous pouvez alors contacter les auteurs).
- Si vous supprimez le contenu mis en cause (vous pouvez préalablement contacter les auteurs),

argumentez précisément cette suppression dans la page de discussion
(un manque de référence n'est pas un argument ; une recherche réelle de référence doit avoir été effectuée, être formellement documentée).
Pour les articles homonymes, voir Carpentier.
Philippe Carpentier, né le 25 mai 1942 dans le 6e arrondissement de Paris et mort le 7 mars 2011 à Bayeux (Normandie), est un peintre français. 
L'essentiel de son œuvre est constitué de paysages d’horizons, souvent marins mais pas exclusivement, devenus de plus en plus abstraits au fil du temps.
Il est le fils de l’architecte François Carpentier, le neveu des producteurs Maritie et Gilbert Carpentier et l’arrière-petit-fils de l’ingénieur Jules Carpentier.

## Biographie
Philippe Carpentier naît le 25 mai 1942. Il vit avec sa famille dans l’hôtel particulier de la rue Guynemer (anciennement « Rue du Luxembourg ») légué par son bisaïeul Jules Carpentier.[réf. souhaitée]
Il effectue son enseignement secondaire au Lycée Montaigne (Paris 6ème) et au cours Hattemer (Paris 16e)[réf. nécessaire].

### Premières expériences professionnelles
En 1966, à l’âge de 24 ans, il devient maquettiste pour les éditions Presses de la Cité » jusqu’en 1967. Il envisage alors sérieusement de devenir écrivain et publie un premier recueil de nouvelles en 1968 aux éditions Flammarion pour lequel il obtiendra le prix de la fondation Simone et Cino del Duca.
Entre 1969 et 1972, il est journaliste à France-Soir, au Figaro et chez Midi libre. En 1975, il effectue pour FR3 le travail de traduction depuis l’anglais des 13 émissions de la série « Civilisation » de Kenneth Clarke.

### Carrière de peintre
Après ses expériences journalistiques, il se tourne définitivement vers la peinture qu’il pratiquait déjà et en fait son métier. Il travaille à Paris parfois, mais essentiellement en Normandie, dans le Calvados, où sa famille a une maison et où la mer est une grande source d'inspiration.
Il rencontre dans les années 1980 la calligraphe japonaise Sunsho Machi,.
Au début des années 1980, Philippe Carpentier expose dans des lieux de plus en plus prestigieux (le Grand Palais, le Palais de Chaillot, à Paris), essentiellement lors de salons, avant de commencer à travailler avec la calligraphe japonaise Shunso Machi en 1983. Ensemble, ils réaliseront des polyptyques sur papier et des paravents au format traditionnel japonais qui seront exposés en 1984 et 1986 à Paris et Tokyo, au musée central des Beaux-Arts de Ginza.
Dans les années 1980 et 90, il continue à exposer dans de nombreux galeries et musées en France et en Europe : Rouen, Londonderry, Londres, Paris... En 1993, il expose à l’Unesco à Paris pour le festival culturel franco-japonais.
Dans les années 2000, après des expositions à Paris, dans le sud de la France (L'Isle-sur-la-Sorgue, Marseille) et en Belgique (Bruxelles), une exposition lui est dédiée au Musée des Beaux-Arts de Caen en 2009.
Philippe Carpentier peint à l(eau et pratique la détrempe sur du papier marouflé sur bois.

## Expositions
- 1968 : Galerie du Grand-Cerf, Evreux[4]
- 1969 : Galerie Kent, Reims
- 1969 : Centre culturel de Montpellier
- 1970 : Galerie Gauthier, Granville
- 1972 : Galerie le Nombre d’Or, Paris
- 1973 : Paris American Center
- 1974 : Galerie la Brocanterie, Honfleur
- 1977 : Galerie Intercontinental, Genève (Suisse)
- 1978 : Galerie la Lanterne, Bayeux
- 1980 : Centre culturel d'Eindhoven (Pays-Bas)
- 1981 : Galerie Cance-Manguin, Ménerbes; Salon des Beaux-Arts, Grand-Palais, Paris; Galerie Marines-Cachin, Paris
- 1982 : 
  - Salon du dessin et de la peinture à l’eau, Grand-Palais, Paris
  - Galerie du Petit Puits, Carcassonne
  - Salon de la Marine, Palais de Chaillot, Paris[6]
- 1985 : Galerie l’Orangerie, Rouen
- 1986 : Musée central des Beaux-Arts, Ginza (Japon)
- 1987 : Gordon Gallery, Derry (Irlande du Nord)
- 1988 : Galerie Claude Aubry, Paris
- 1989 : Julian Hartnol Gallery, Londres (Royaume-Uni), Gordon Gallery, Derry (Irlande du Nord)
- 1992 : Galerie Etienne de Causans, Paris
- 1993 : Festival culturel franco-japonais, UNESCO, Paris, Galerie Akie Arichi, Paris
- 2000 : Galerie la Tour des Cardinaux, l’Isle-sur-la-Sorgue[6]
- 2002 : Galerie Mediavillage, Paris
- 2003 : Galerie la Tour des Cardinaux, Marseille
- 2004 : Galerie Mediavillage, Paris
- 2005 : Galerie Akie Arichi, Paris
- 2007 : Galerie Fred Lanzenberg[7], Bruxelles (Belgique)
- 2009 : Musée des Beaux-Arts, Caen[3]
- 2011 : Galerie Fred Lanzenberg, Bruxelles (Belgique)
- 2019 : Galerie Victor Sfez, Paris

## Réception critique
- « Carpentier aime les lignes longues, fortes et fines. Au premier coup d'œil jeté sur ses tableaux, on pense à des estrans, à tout ce qui est étendues... Y prédominent, poussés jusqu'à l'abstraction, tous les éléments d'un espace maritime - éléments marins obscurs et mouvants qui donnent lieu aussi par moments à une clarté qui ressemble à cette secrète sérénité que l'on peut éprouver au milieu des plus grandes turbulences. » - Kenneth White[4]

## Collections particulières
- Collection de la Société Générale : un quadriptyque de 1992 et un paravent 8 feuilles de 1996[8].

## Filmographie
- 2012 : Philippe Carpentier, un peintre - film de Pierre Hodgson.